# Edmond-Charles Genêt
Pour les articles homonymes, voir Genet.
Edmond-Charles Genêt, né le 8 janvier 1763 à Versailles et mort le 14 juillet 1834 à Greenbush (État de New York), aussi appelé « citoyen Genêt », est un diplomate français, premier ambassadeur de France aux États-Unis, envoyé par les Girondins en 1793, puis considéré comme suspect par les Montagnards après la chute des Girondins (juin 1793).
Il est à l'origine du développement aux États-Unis d'une mouvance appelée parti français à Washington et de l'affaire Genêt qui a entraîné des tensions diplomatiques entre les deux pays.
Rappelé en France par la Convention à la suite d'un décret d'arrestation, il obtient l'asile politique aux États-Unis, puis la nationalité américaine.
Il est le frère de Jeanne Louise Henriette Campan, « Madame Campan », femme de chambre de la reine Marie-Antoinette.

## Biographie

### Origines familiales et formation
Genêt est né à Versailles. Il était le neuvième enfant et unique garçon d'Edme-Jacques Genet, premier commis au ministère des Affaires étrangères. Genet père analysa la puissance navale britannique durant la guerre de Sept Ans et suivit les progrès de la guerre d'indépendance américaine.
Son fils savait lire le français, l'anglais, l'italien, le latin, le suédois et l'allemand dès l'âge de 12 ans.

### Carrière initiale: Saint-Pétersbourg (1791-1792)
À 18 ans, il est nommé traducteur à la cour et envoyé à l'ambassade de France à Saint-Pétersbourg.
Avec le temps, Genet fut désenchanté par l'Ancien régime, pas seulement par la monarchie française mais par tous les systèmes monarchiques, dont la Russie tsariste de Catherine la Grande.
En 1792, celle-ci déclara Genêt persona non grata, estimant sa présence « non seulement superflue mais même intolérable. » 

### Ambassadeur aux États-Unis (1793)
La même année, à la suite de la mise en place de la République en France (septembre 1792), les Girondins arrivés au pouvoir le nomment ambassadeur aux États-Unis pour succéder à Jean-Baptiste de Ternant.

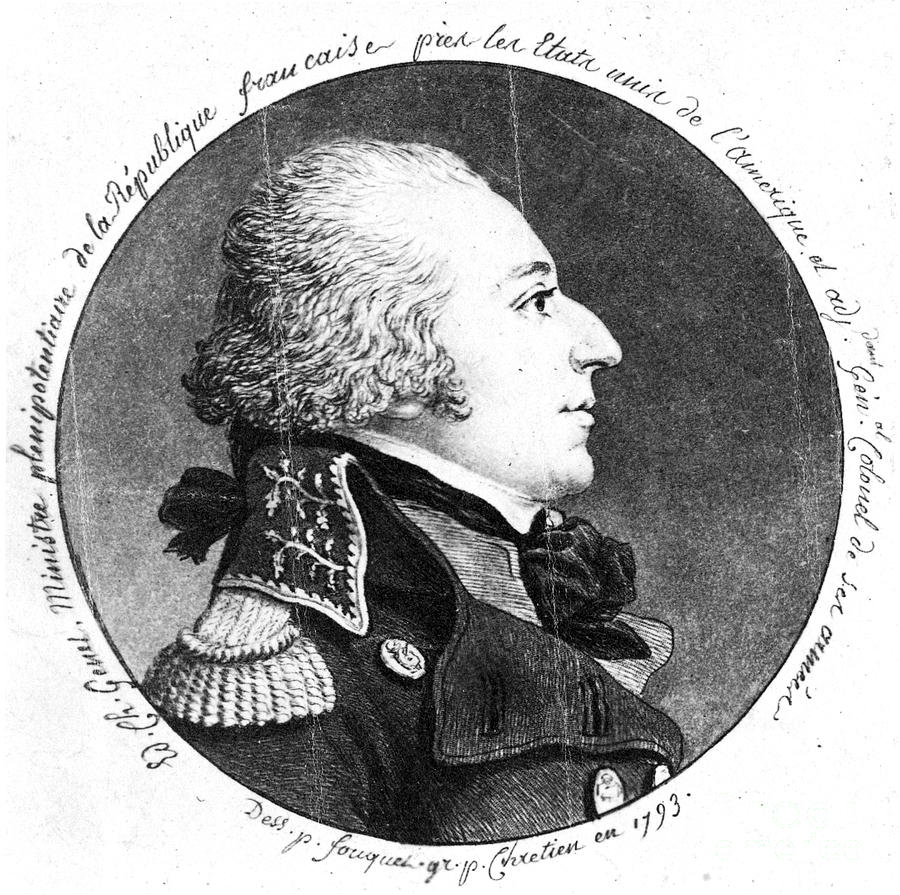
Physionotrace d'Edmond-Charles Genêt, dessiné par Jean Fouquet et gravé par Gilles-Louis Chrétien, 1793.

Il y est envoyé pour rechercher le soutien de la république américaine dans les guerres que livrent alors la République française contre la première coalition.
Il arrive le 8 avril 1793 à Charleston en Caroline du Sud sur le navire de guerre Embuscade. Au lieu de se rendre à Philadelphie comme prévu, alors capitale provisoire des États-Unis, pour présenter ses lettres de créance au président américain George Washington, Genêt resta en Caroline du Sud. Il y avait été accueilli avec enthousiasme par la population de Charleston, qui organisa une série de réceptions en son honneur. Il n'arrive dans la capitale américaine que le 18 mai soit un mois et demi plus tard, après avoir remonté toute la côte à la recherche de corsaires et acquis une grande popularité, en créant des « sociétés de citoyens ».

### L'«affaire Genet»
Le but de Genêt en Caroline du Sud était de recruter des corsaires américains qui rejoindraient les expéditions françaises contre les Britanniques. Il mandata ainsi quatre navires, La Républicaine, L'Anti-George, le Sans-Culotte et le Citizen Genêt. Travaillant avec le consul français Michel Ange Mangourit, Genêt organisa aussi des volontaires américains pour combattre les alliés espagnols des Anglais en Floride. Après avoir levé une milice, Genêt navigua vers Philadelphie, s'arrêtant en chemin pour mobiliser le soutien à la cause française et n'arrivant que le 18 mai 1793 dans la capitale américaine. Il encouragea les sociétés démocrates-républicaines mais le président Washington les dénonça et elles s'étiolèrent rapidement.
Les actions de Genêt mettaient en péril la neutralité américaine dans la guerre entre la France et la Grande-Bretagne, que Washington avait ostensiblement déclarée dans sa Déclaration de neutralité du 22 avril. Quand Genêt rencontra George Washington, il demanda ce qui s'opposait à une levée de la neutralité américaine. Quand il fut contré par le secrétaire d'État Thomas Jefferson et informé que ses actions étaient inacceptables, Genêt protesta. Cependant, les corsaires de Genêt capturèrent des navires britanniques et sa milice se préparait à aller combattre les Espagnols.
Genêt continua de défier la volonté du gouvernement américain, capturant des navires britanniques et les réarmant en navire corsaire. Washington envoya à Genêt une lettre longue de 8 000 mots pour se plaindre, sur les conseils de Jefferson et d'Hamilton – l'une des rares fois où le fédéraliste Alexander Hamilton et le démocrate-républicain Jefferson furent d'accord. Genêt répondit en s'obstinant.
Chargé d'entraîner les Américains dans la guerre que la France venait de déclarer à la Grande-Bretagne, il est allé trop loin dans cette voie, selon son biographe Claude Moisy et se heurta à la « relation spéciale » entre Britanniques et Américains.
Genet « croyait pouvoir entraîner l'Amérique dans la guerre au secours de sa patrie » et « s'était mis aussitôt en devoir de distribuer à grand bruit des lettres de marque, d'armer des corsaires, d'ordonner des recrutements, de condamner des prises, de préparer des conquêtes » a raconté en 1862 l'historien et député centriste Cornélis Henri de Witt, avant d'ajouter, que « dans ses efforts pour réchauffer la haine des masses contre l'Angleterre », il « fit tout ce qu'il fallait pour les détacher complètement de la France et du parti français ». En décembre 1793, son accréditation de diplomate lui est retirée.
L'un de ses collègues, F. Moissoniez, diplomate à Baltimore, écrit une lettre très ferme aussi à l'administration américaine, pour réclamer la mise en activité des forts de la Chesapeake, et indique qu'il va rassembler des forces maritimes pour lutter contre les « ennemis communs ».
Deux mois après l'abolition de l'esclavage en France le 4 février 1794, F. Moissoniez écrit le 7 avril 1794 une lettre à Paris, via Brest, accompagnée de 90 noms de contre-révolutionnaires esclavagistes de Saint-Domingue en estimant qu'il faut les arrêter et les empêcher de revenir dans la colonie, dès qu'ils auront démasqué leurs sentiments de « haine ». Cette lettre fut à l'origine de la création d'une « commission des colonies » à Brest par les députés en mission, Prieur de la Marne et Jeanbon Saint-André, les 13, 14 et 15 juin 1794, afin d'enquêter sur le sujet.

### Réfugié politique aux États-Unis
Les Montagnards (Robespierre, Danton, Saint-Just), qui ont pris le pouvoir en France en juin 1793, envoient un avis d'arrestation[Quand ?] demandant à Genêt de revenir en France.
Celui-ci, sachant qu'il serait probablement envoyé à la guillotine, demanda l'asile politique à Washington. Ce fut Alexander Hamilton – l'un des de ses plus farouches opposants au sein du Cabinet – qui convainquit George Washington de le lui accorder.

## Vie aux États-Unis (1794-1834)
Genêt s'installe dans l'État de New York où il épouse Cornelia Clinton en 1794, la fille du gouverneur de New York George Clinton.
Devenu veuf en 1810, il se remarie en 1818 avec Martha Brandon Osgood, la fille de Samuel Osgood (en), le premier Postmaster General des États-Unis.
Genêt habitait dans une ferme appelée Prospect Hill située à East Greenbush et dominant l'Hudson River. Vivant la vie d'un gentleman farmer, il écrivit un livre sur les inventions.
Mort le 14 juillet 1834 à 71 ans, il est enterré derrière l'église réformée de Greenbush, à environ 3 km de sa ferme.